# Werkstattkino

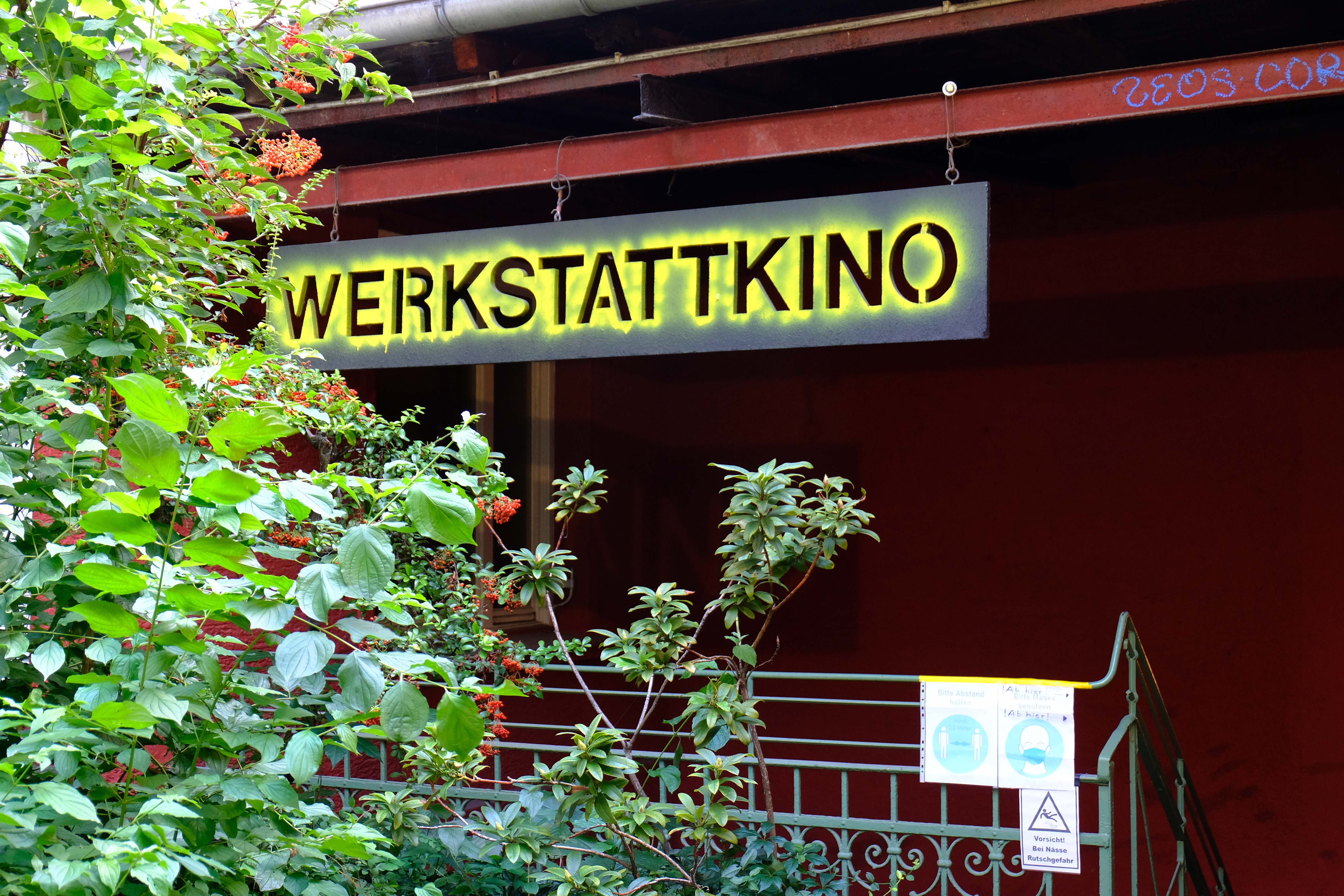
Eingangsbereich

Das Werkstattkino ist ein Kino im Münchener Gärtnerplatzviertel. Es befindet sich in einem zur Gaststätte Fraunhofer gehörenden Hinterhofkeller in der Fraunhoferstraße 9 und hat 46 Plätze. Seit 1974 werden in dem von einem Mitarbeiterkollektiv betriebenen Programmkino Filme abseits des Mainstreams gezeigt.

## Geschichte

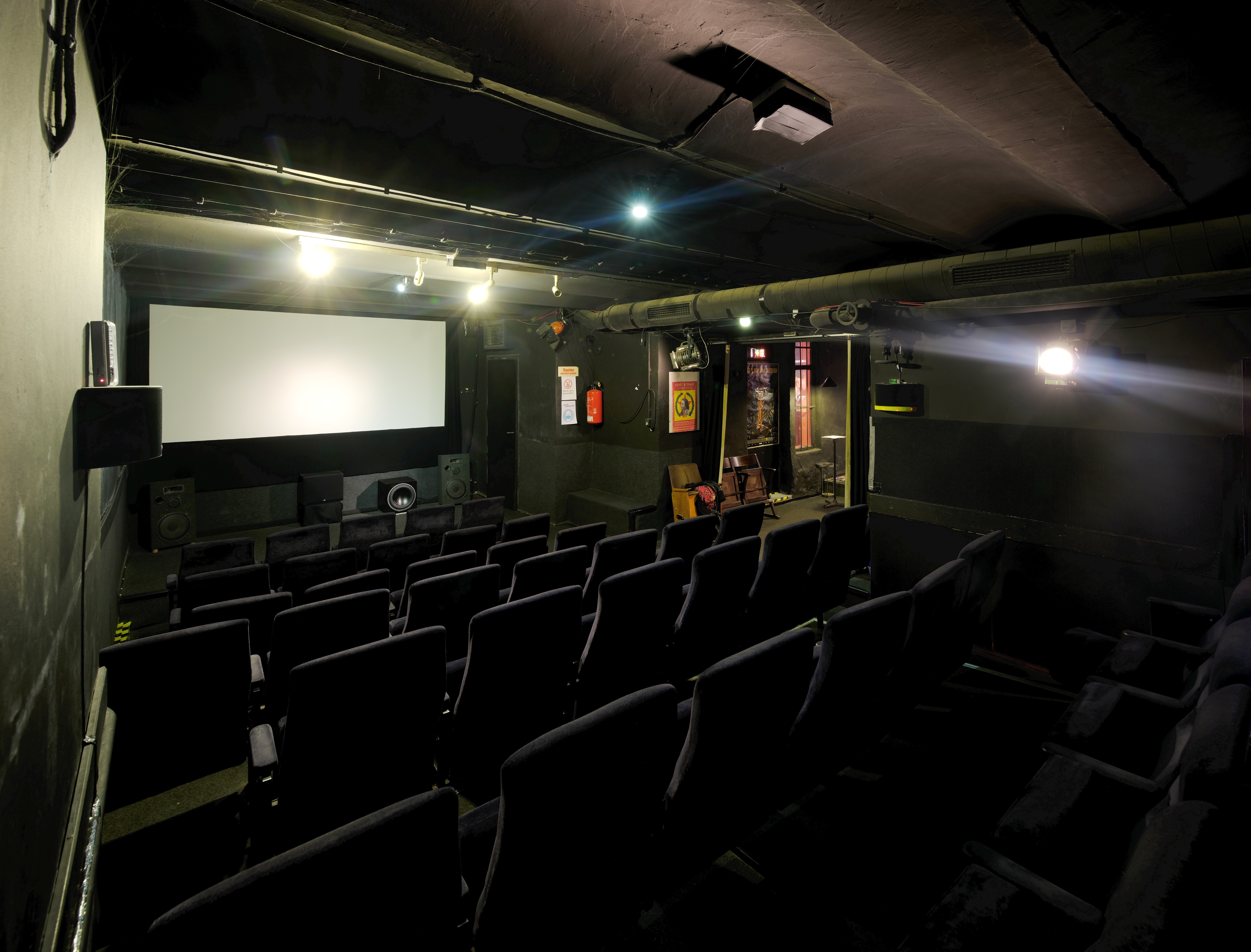
Kinosaal

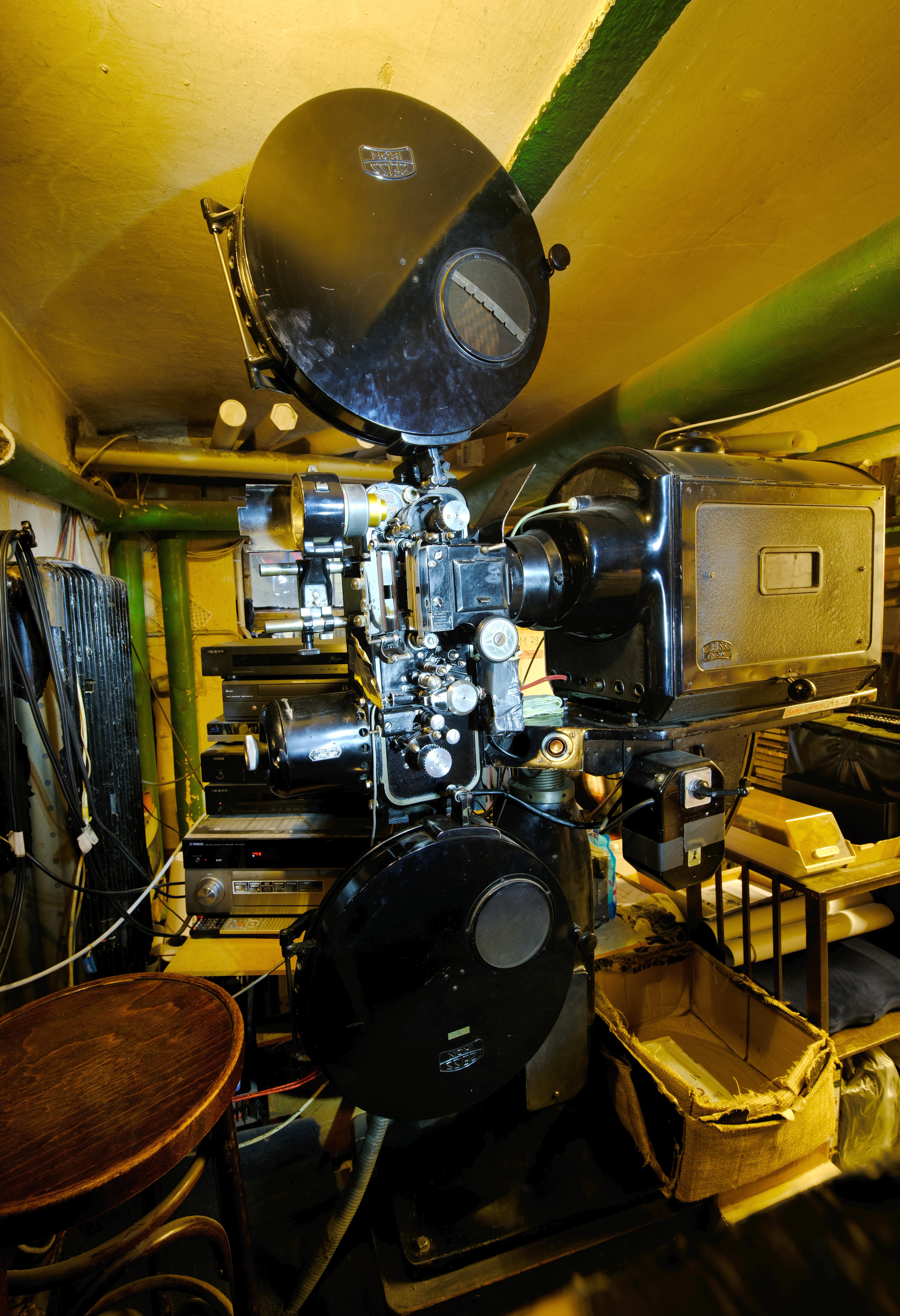
Ein Projektor im Vorführraum

Im Jahr 1974 begannen elf Freunde, die nur selten genutzte Kegelbahn der Gaststätte Fraunhofer zu einer „Kino-Werkstatt“ umzufunktionieren. Als Vorführraum diente ein Kellerraum, in dem Ideengeber und Mitgründer Rainer „Thilo“ Pongratz auch wohnte. Es wurden zwei Ernemann VII B-Projektoren aufgestellt und Handzettel als Programmwerbung gedruckt. Nach chaotischer zweijähriger Experimentier- und Umbauphase blieben nur noch zwei der Gründungsmitglieder übrig, einer davon war Erich „Waco“ Wagner. In dieser Besetzung nahm das Werkstattkino am 3. April 1976 seinen regulären, täglichen Spielbetrieb auf. Zur Feier des Tages zeigte Wagner den Zeichentrickfilm Der wildeste Westen von Bruno Bazzetto.
Das Kino wird seit 1975 als Verein betrieben, die Mitglieder wechselten über die Jahrzehnte. Eine Auswahl: Gisela Eberspächer half „Waco“ Wagner ab 1977 den Spielbetrieb aufrechtzuerhalten. Wolfgang Bihlmeir stieg 1979 ein und ist bis heute dabei, ebenso wie Doris „Dolly“ Kuhn, die in den 1980er-Jahren dazustieß. In dieser Zeit war auch Anatol Nitschke Teil des Kollektivs; Kuhn und Nitschke drehten mit Freunden wie Florian Süßmayr, Andrea Hagen, Wolfgang Flatz und Hans Schifferle Kurzfilme auf Super 8 und planten eine Zeitschrift namens „X-Film“. Seit Mitte der 1990er-Jahre ist der Underdox-Mitgründer und -Kurator Bernd Brehmer Teil des Kino-Kernteams. In den 2020er Jahren besteht das Werkstattkino-Kernteam bisher aus Bihlmeir, Brehmer, Kuhn und Wagner.
Bihlmeir, der wie Kuhn und Nitschke mit der Münchner Punkbewegung Freizeit 81 verbunden war, brachte Filme wie Züri brennt und britische Punkrockstreifen ins Programm ein. Seine Kollegen nahmen all das ins Programm, was im Münchner Filmmuseum nicht auf dem Spielplan stand: Genre-Kino, Western, Science-Fiction, Pornografie, B-Pictures oder Horror. Das Werkstattkino sollte – O-Ton Doris Kuhn – „eine Art ‚Filmmuseum für Dreck‘“ sein.
In den 1980er Jahren fanden im Werkstattkino manchmal Agitprop- und Anti-Atomkraft-Veranstaltungen statt. 1982 war das Kino in Gefahr, als Wolfgang Nöth, damals Geschäftsführer der Fraunhofer-Wirtschaft, die Kellerräume lukrativer nutzen wollte. Proteste im Viertel, Presseberichte und das Bemühen des Kulturreferats verhinderten Nöths Pläne.
Ab Ende der 1970er-Jahre geriet das Kino immer wieder in Konflikt mit dem Sittendezernat und der Staatsanwaltschaft. Laut Doris Kuhn hingen die daraus resultierenden Aufführungsverbote oft mit „Sex und Gewalt“ im Programm zusammen, hatten aber manchmal auch „politische Gründe“, z. B. wenn auf einem Programmzettel eine Fotomontage einer Maschinenpistole mit dem damaligen bayerischen Innenminister Friedrich Zimmermann zu sehen war. 1991 wurde der Buttgereit-Film Nekromantik 2 von Beamten aus dem laufenden Projektor gerissen, Vorführerin Kuhn musste wegen der exzessiven Gewaltdarstellung in dem Film 900 DM Strafe zahlen. Auch die Vorführung von Filmen wie Maniac oder Texas Chainsaw Massacre 2 wurde verboten. Als das Kino in der staatlich geförderten Reihe Todesfilme Werke wie Night of the Living Dead und The Act of Seeing with One's Own Eyes von Stan Brakhage zusammen mit Dokus über Konzentrationslager zeigte, reagierten Teile der Presse empört. Seitdem in den 1990er-Jahren eine Verschärfung des § 131 StGB zurückgenommen wurde und mittlerweile fast alle einschlägigen Filme im Internet erhältlich sind, ist es in dieser Hinsicht ruhiger um das Werkstattkino geworden.

## Programm
Kennzeichnend für das Programm des Kinos ist die „prinzipielle Kompromisslosigkeit und die Weigerung, sich festlegen zu wollen“ von Seiten des Betreiberkollektivs. Vorbilder des Werkstattkinos waren u. a. die Underground-Kinos Undependent Filmcenter (1968–1975) und Gruppe IFF – Internationales Forum der Filmavantgarde (1973–1974), die in wechselnden Münchner Programmkinos gastierten. Im Repertoire sind neben Genre-Kino und experimentellen Filmen immer wieder auch Blockbuster. Außerdem werden Filme gezeigt, die in keinem anderen Kino und auch anderweitig nicht zu sehen sind. Seit den späten 1980er Jahren ist das Kino eine feste Größe in der Welt der Filmliebhaber.
Ähnlich wie das Filmmuseum München und das Arsenal in Berlin hat das Werkstattkino eine eigene Sammlung an Filmen. Das Archiv umfasst über 500 16- und bis zu 1700 35-mm-Filme, die hauptsächlich von internationalen Filmfestivals oder von Kinematheken wie der Pariser Cinémathèque und dem Österreichischen Filmmuseum ausgeliehen werden. Auch im Kino selbst kommen Filme aus der eigenen Sammlung zum Einsatz, meist in der Spätvorstellung. Zu den abspielbaren Formaten gehören auch VHS, DVD und Blu-Ray, dazu Streams und MP4.
Im Werkstattkino finden unter anderem iranische, japanische und georgische Themenwochen statt. Im Lauf der Jahre wurden Künstler wie der Regisseur Roger Corman, der Schweizer Autorenfilmer Clemens Klopfenstein, die Münchner Filmemacherin Sandra Prechtel, der Regisseur Philipp Hartmann oder der Filmkomponist Peter Thomas mit eigenen Filmreihen geehrt.
2003 war das Werkstattkino Gast auf der Viennale. Sein Programm wurde durch zwölf typische, von „Waco“ Wagner kuratierte Filme präsentiert: Der schweigende Stern (1960) von Kurt Maetzig, Poor White Trash (1961) von Harold Daniels, Ein dreckiger Haufen (1967) von André De Toth, Die Teuflischen von Mykonos (1975) von Nico Mastorakis, By a Man's Face Shall You Know Him (1966) von Tai Katô, Die Erde ist ein sündhaftes Lied (1974) von Rauni Mollberg, Let Me Die A Woman von Doris Wishman, King Kong – Frankensteins Sohn (1967) von Honda Inoshiro, The Infra Man (1975) von Hua Shan, Die Rache der Wikinger (1961) von Mario Bava, Fuego (1969) von Armando Bó,  Der flüsternde Tod (1975) von Jürgen Goslar.
Von Anfang an wurde im Werkstattkino keine Werbung gezeigt. Alle Vereinsmitglieder gestalten ihre Reihen nach dem Carte-Blanche-Prinzip, d. h. jeder Film darf ohne Einspruch der anderen gezeigt werden, solange er finanzierbar ist. Wer eine Filmreihe kuratiert, gestaltet den schwarz-weißen kopierten Programmzettel selbst, sitzt an der Kinokasse und verkauft dort Bier und Limo bzw. kassiert den Eintritt – Eintrittskarten gibt es nicht.

### Ort für Filmreihen und -festivals
Im Werkstattkino finden laufend fremdkuratierte Filmreihen und -festivals statt. Hier eine Auswahl:
- Lateinamerikanische Filmtage[17]
- Georgische Filmtage[18]
- Sonntags-Kinokränzchen für Horrorfilme[19]
- Seit 2000: Bunter Hund – Internationales Kurzfilmfest München[20]
- Seit 2006: Underdox Filmfestival
- Seit 2011: Shorts Attack! – Kurze greifen an, thematische Kurzfilmreihe[21]
- Seit 2014: Schamrock-Filmfestival[22][23]
- 2023: Animation Festival Munich: Erstes Trickfilmfestival Münchens im Rahmen des Comicfestival München[24]
- 2024: Beteiligung an We Won't Shut Up!, Aktionstage zum Internationalen Frauentag[25]

## Filmschaffende im Werkstattkino (Auswahl)

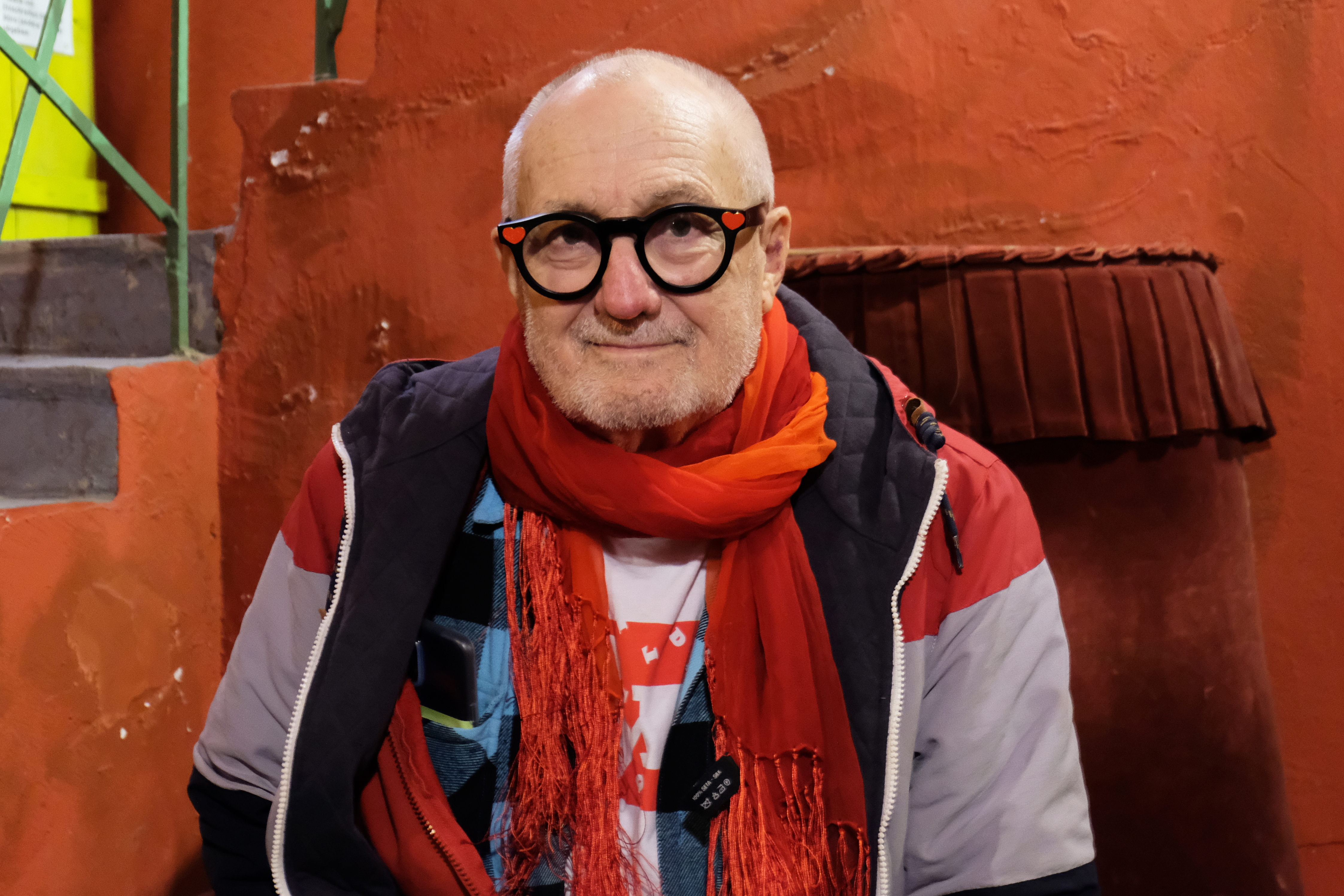
Clemens Klopfenstein (2023)
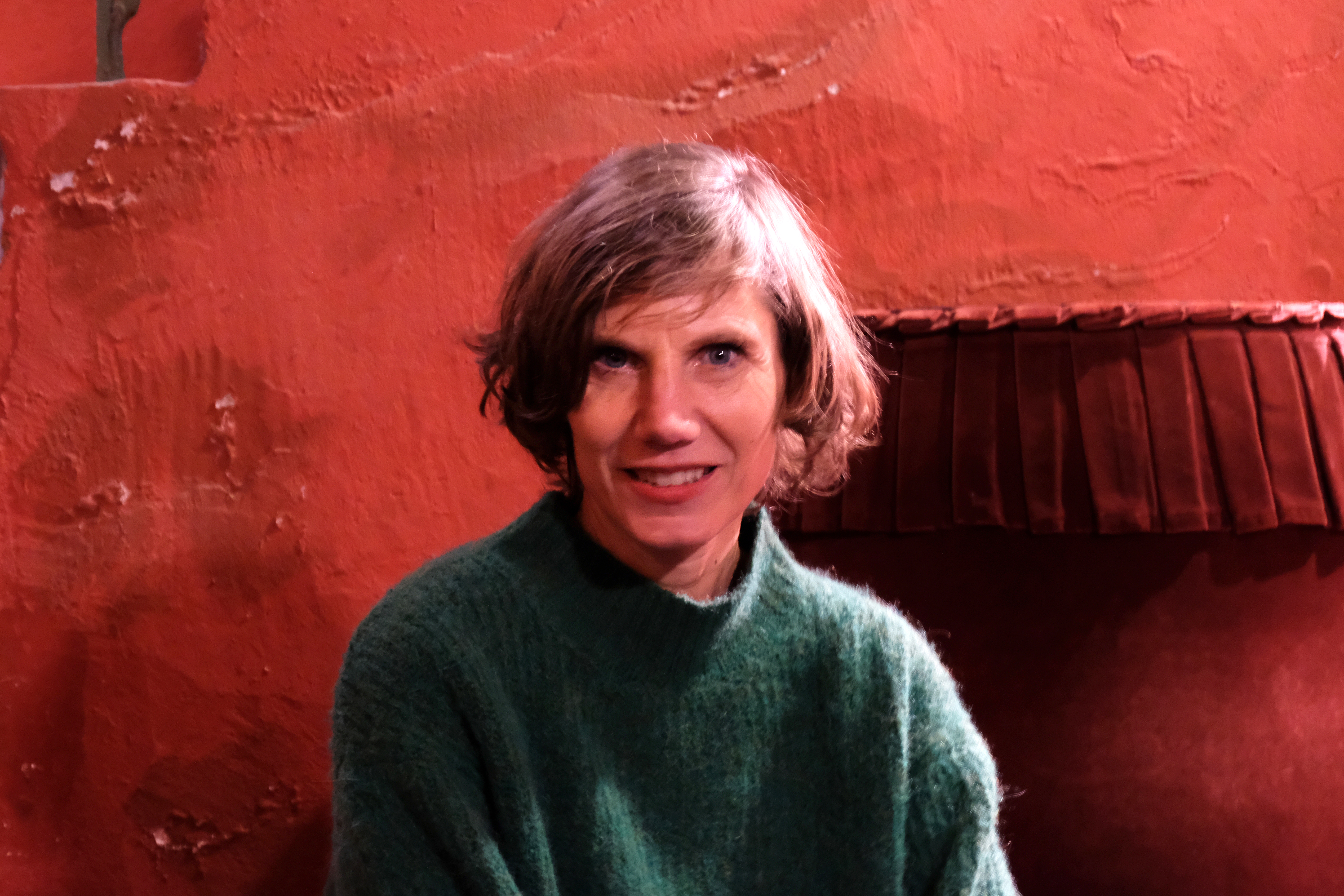
Sandra Prechtel (2023)
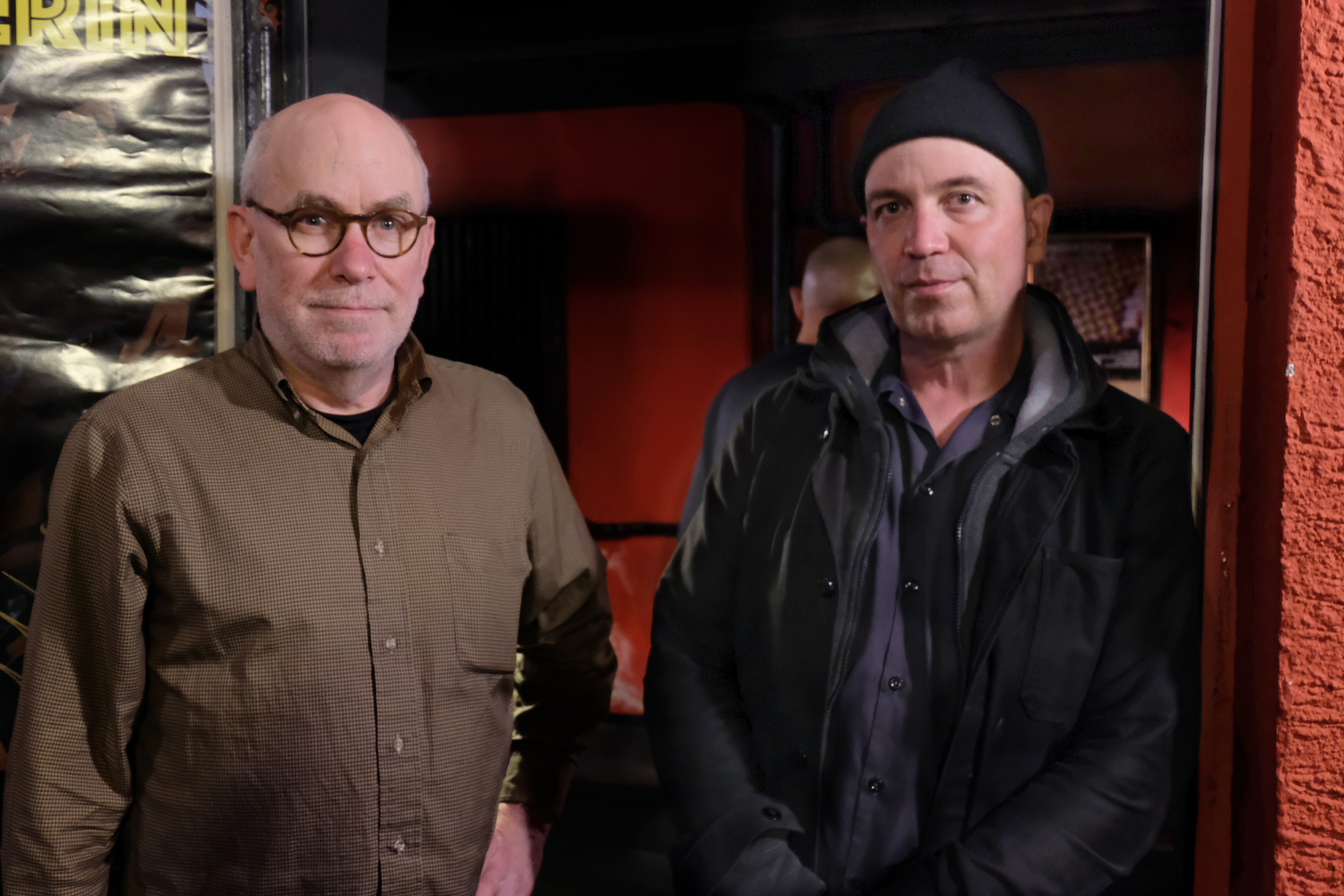
Jeff Nelson und James June Schneider (2022)
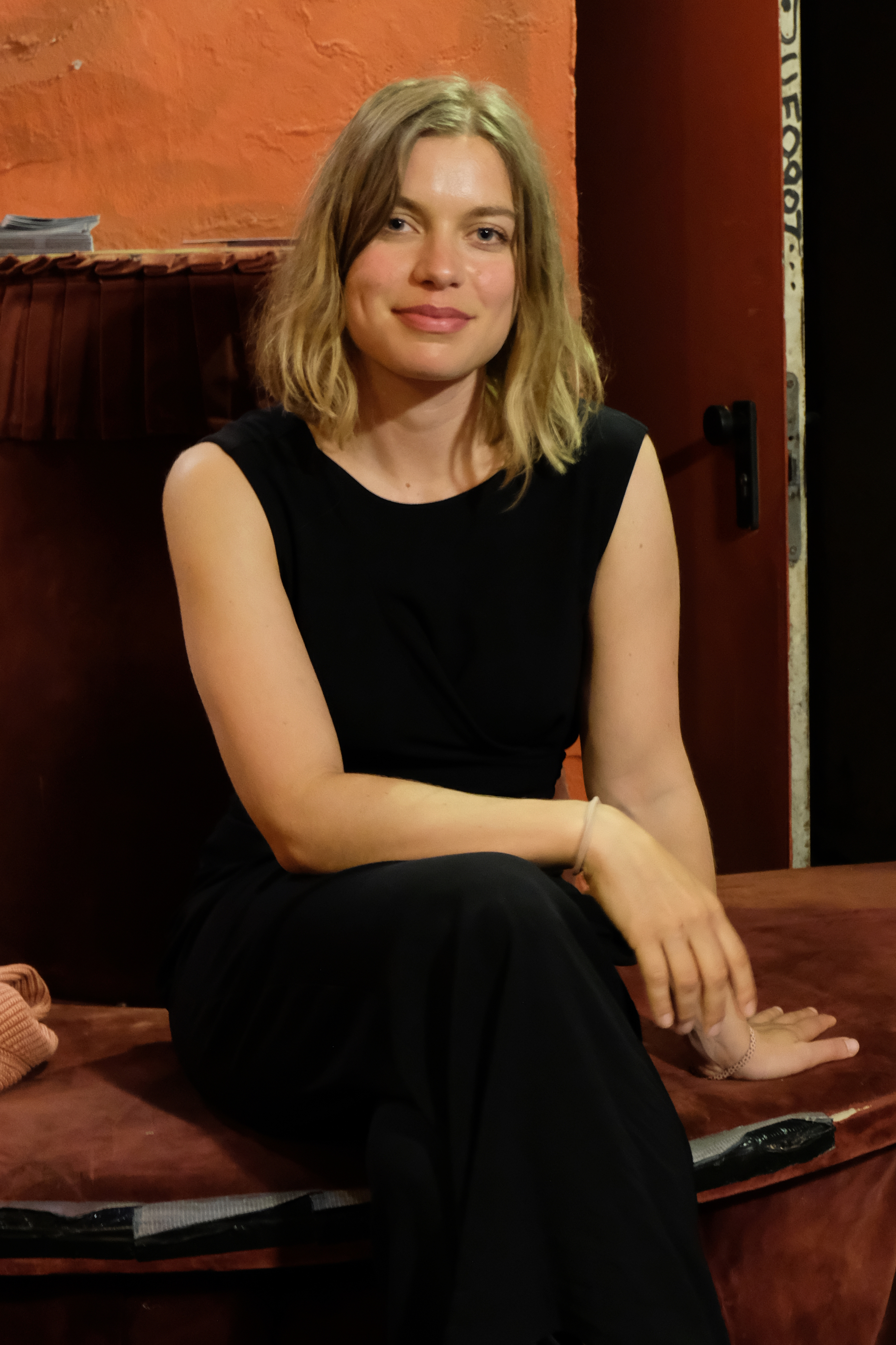
Liliane Amuat (2021)
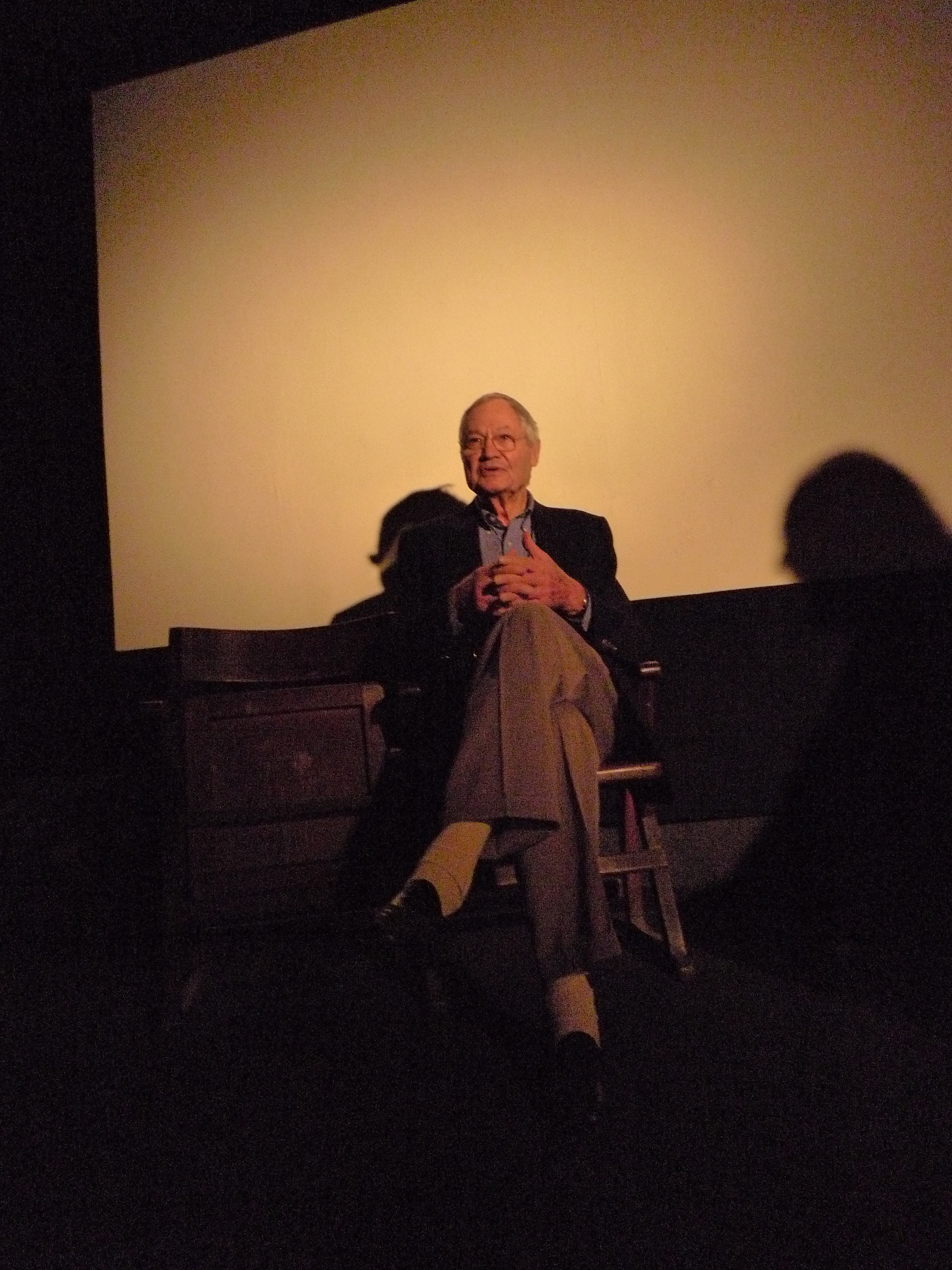
Roger Corman (2011)

## Finanzierung und Archiv
Das Werkstattkino finanziert sich nicht nur über den Eintritt. Es wird vom Bund, vom Land Bayern und projektbezogen von der Stadt München gefördert und erhält regelmäßig Programmpreise. Außerdem werden Filme aus dem eigenen Archiv an Filmmuseen, kleine Kinos und Privatleute verliehen. Mitbetreiber Bihlmeir schätzte das Volumen des Archivs 2024 auf ca. 1700 35-mm-Filmrollen und 500 16-mm-Filmrollen. Es handelt sich hauptsächlich um Sex-, Horror- und Genrefilme aus den 1960er und 1970er Jahren. Das Werkstattkino hält außerdem z. B. die Verleihrechte für alle Filme von Jörg Buttgereit.

## Preise und Auszeichnungen
- Zwischen 2005 und 2023 erhielt das Kino zehnmal den Kinoprogrammpreis der Landeshauptstadt München[26]